# یوریکا (داکوتای جنوبی)
یوریکا(به انگلیسی: Eureka) شهری در ایالت داکوتای جنوبی کشور ایالات متحده آمریکا است که جمعیت آن در سرشماری سال ۲۰۱۰ میلادی، ۸۶۸ نفر بوده‌است.